# Maria Margaretha van Os
Maria Margaretha van Os, född 1779, död 1862, var en nederländsk målare.
Hon är främst känd för sina blomstermotiv. 

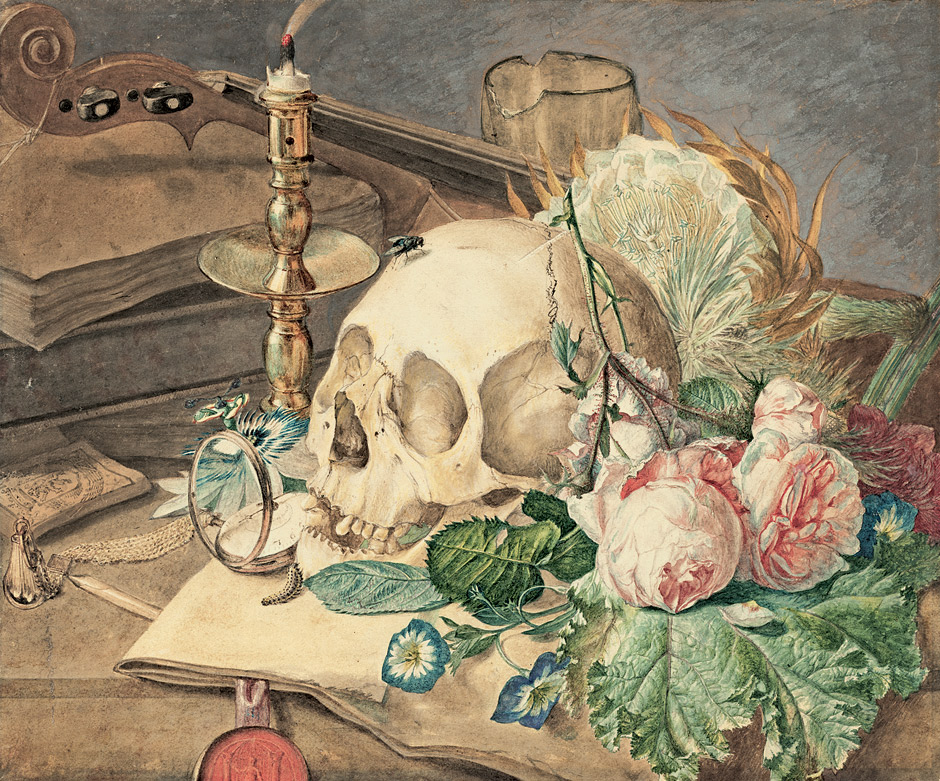
Maria Magrita van Os (attr) Vanitas-Stilleben